# Transfert
Il transfert (o traslazione) è, in psicoanalisi, un processo di trasposizione inconsapevole per il quale l'individuo tende a spostare schemi di sentimenti, emozioni e pensieri da una relazione significativa passata a una persona coinvolta in una relazione interpersonale attuale. Il processo è largamente inconscio ovvero il soggetto non comprende completamente da dove si originino tali sentimenti, emozioni e pensieri. Il transfert è fortemente connesso alle relazioni oggettuali della nostra infanzia e le ricalca. L'esistenza del transfert è supportata da numerose evidenze empiriche.

## Storia
La teoria del transfert fu formulata per la prima volta da Freud e fu tema caro al suo principale allievo, Sandor Ferenczi, per anni rigettato dall'Internazionale psicoanalitica.

## Il transfert nella relazione psicoanalitica
Il transfert è presente in ogni tipo di relazione interpersonale, ma la cornice di un trattamento analitico è la sede elitaria per il dispiegarsi del suddetto. In psicoanalisi, benché ogni scuola ed orientamento della medesima abbia un proprio punto di vista più o meno simile nella teoria e nella conseguente pratica della gestione del transfert, si può dire in generale che tale meccanismo naturale viene utilizzato, o comunque dovrebbe essere utilizzato, da colui che è posto nella relazione nel ruolo dell'analista o psicoterapeuta, a fini terapeutici ovvero per portare avanti e infine a compimento il processo psicoanalitico.
Il transfert è praticamente una normale proiezione che può essere positiva (transfert positivo), con connotazioni di stima, affetto, amore per il partner della relazione, oppure avere una valenza negativa (transfert negativo) quando le emozioni che vengono messe in gioco dal transfert sono per lo più di competitività, invidia, gelosia, aggressività o anche con connotati ambivalenti. Nell'ambito del colloquio clinico, nella relazione tra analizzato e analista per lo più nel linguaggio che descrive questo tipo di relazione, viene comunemente usato il termine di transfert al posto di quello di proiezione.
La relazione tra analista e analizzato è infatti paragonabile a una qualsiasi storia d'amore, dove forze di attrazione e anche forze di repulsione hanno modo di dispiegarsi. Sta alla capacità dell'analista e alla buona volontà dell'analizzato saperle gestire nel migliore dei modi. In questo gioco di forze emotive anche l'analista è pienamente coinvolto, si parla infatti nel gergo proprio di questa disciplina, di controtransfert per intendere la reazione immediata emotiva e affettiva al transfert del paziente da parte di chi sostiene la funzione analitica, ed è in questa occasione che l'analista deve essere in grado di riuscire a prendere le distanze dalla sua risonanza emotiva avvertita a seguito del transfert del paziente.
Questa capacità non è richiesta al paziente proprio per il suo essere nel ruolo di paziente, ma la sua emancipazione da questo ruolo avviene proprio nella misura in cui anch'egli apprende dall'esempio e quindi dalla conoscenza dell'analista a prendere distanza da questo suo immediato sentire che produce il transfert. L'azione dell'analista in questo modo oltre a testimoniare la potenza del metodo analitico e della funzione analitica, conduce a dissoluzione la dipendenza del paziente dall'analista come figura autoritaria sia pure solo conoscitiva che era stata indotta da un transfert non risolto o non del tutto risolto nella vita quotidiana.
Secondo Sigmund Freud, il transfert è una forma di innamoramento che prescinde dall'aspetto, dall'età e dal sesso dello psicoanalista, e si manifesta anche quando questi si mantiene distaccato dal paziente e conserva un comportamento riservato. 
(Sigmund Freud)
L'amore di traslazione è un'esperienza registrata fin dai primi casi di psicoanalisi, ed è la prova maggiore della teoria analitica, scientifica perché misurabile e riproducibile, quella che consente all'analista di toccare "con mano dal vivo" l'esistenza di un mondo inconscio dell'Io, fatto di volontà opposte, di una pulsione sessuale e di una coscienza morale che la rimuove, un Es inconscio e un Super-Io che sono più forti dell'Io cosciente, e che questi non è in grado di controllare, finché non è eliminata la nevrosi. 
Il transfert è la proiezione sulla persona dello psicoanalista di un complesso di Edipo che non è stato rimosso correttamente, di una sessualità infantile mal vissuta. Ha i tratti tipici di questo amore infantile, che non ha riguardo all'età, al sesso, all'aspetto comportamentale della persona, e che lo tende a censurare. Via via che l'analista prosegue con l'associazione libera, quanto rimosso riemerge nella parte cosciente dell'io e si manifesta in forma sempre più simile a questo amore infantile, generalmente rivolto verso uno dei genitori, procedendo di pari passo in modo più violento l'azione di censura e il tentativo di tornare a dimenticare queste pulsioni.
Lo psicoanalista non risolve la nevrosi e il transfert né cedendo parzialmente al transfert in cambio di un proseguimento del paziente nella cura, né tentando di reprimerlo o abbandonando la terapia. 
La nevrosi e le fantasie del paziente spariscono quando ha rivissuto i propri istinti e riesce a ricordarli senza tentativi di rimozione, divenendone cosciente e padrone, quando la terapia ha ricostruito un Io più forte dell'inconscio e della coscienza morale, che ha ritrovato la sua unità e normalità. Freud scrive a proposito che il ricordare è sempre un rivivere.

## Il fenomeno del transfert e la scienza alchemica
Carl Gustav Jung, psichiatra e pioniere della psicologia analitica, ha usato l'esempio dell'alchimia in merito al processo di trasformazione dei metalli, ipotizzando che costituisca inconsciamente anche una lucida illustrazione di quanto accade realmente nella pratica del trattamento del transfert ad opera dello psicoanalista, rivolto anch'egli ad un'opera di trasformazione - sia pure di natura esclusivamente psichica e non metallurgica.
Jung diede alle stampe nel 1946 "Psicologia del Transfert", che contiene le sue riflessioni su questo parallelismo, esaminando e commentando minuziosamente con questo criterio, quadro per quadro, le illustrazioni del "Rosarium Philosophorum" (antichissima opera alchemica).